# Mindy McCready
Malinda Gayle "Mindy" McCready (30 de novembro de 1975 – 17 de fevereiro de 2013) foi uma cantora estadunidense.

## Biografia
Mindy McCready já teve 12 músicas na parada de canções country da revista americana "Billboard", entre 1996 e 2002. "Guys do it all the time" chegou ao primeiro lugar. A cantora teve sete discos entre os mais vendidos do gênero, com um total de 1,8 milhão de cópias distribuídas em lojas dos Estados Unidos. O maior destaque da carreira é o álbum "Ten thousand angels".
Ela também participou da terceira temporada do reality show "Celebrity Rehab com Dr Drew" em 2010, programa que tem como objetivo tratar famosos viciados em álcool e drogas.
McCready foi encontrada morta em casa em sua varanda aos 37 anos, segundo a polícia, ela cometeu suicídio com um tiro auto infligido na cabeça, o mesmo lugar onde David Wilson, seu ex-namorado e pai de seu filho mais novo, havia se suicidado com um tiro um mês antes. Ela também matou seu cachorro de estimação e do seu ex-namorado. Mindy teve problema com álcool,  drogas e problemas com a justiça que atrapalharam sua carreira, ela já havia tentado suicídio anos antes.